# C'était un rêve
Pour plus de détails, voir Fiche technique et Distribution.
C'était un rêve (Kung Mangarap Ka't Magising) est un film philippin réalisé par Mike De Leon, sorti en 1977.

## Fiche technique
Sauf indication contraire, les informations mentionnées dans cette section peuvent être confirmées par la base de données cinématographiques IMDb,  présente dans la section « Liens externes ».
- Titre original : Kung Mangarap Ka't Magising
- Titre français : C'était un rêve
- Réalisation : Mike De Leon
- Scénario : Mike De Leon et Rey Santayana
- Photographie : Mike De Leon et Francis Escaler
- Montage : Ike Jarlego Jr.
- Musique : Jun Latonio
- Société de production : LVN Pictures
- Pays d'origine : Philippines
- Format : Couleurs
- Genre : drame
- Durée : 112 minutes
- Date de sortie :
  - Philippines : 24 décembre 1977

## Distribution
- Christopher De Leon : Joey
- Hilda Koronel : Ana
- Laurice Guillen : Cecile
- Danny Javier : Jojo
- Boboy Garrovillo : Mike
- Bibeth Orteza : Nanette

## Distinction

### Sélection
- Festival des trois continents 1980 : sélection en section Panorama du cinéma philippin[1]